# Aleksandr Kolomejcev
Aleksandr Vladimirovič Kolomejcev (in russo Александр Владимирович Коломейцев?, angl. Aleksandr Vladimirovich Kolomeytsev; Surgut, 21 febbraio 1989) è un ex calciatore russo, di ruolo centrocampista.

## Caratteristiche tecniche
Interno di centrocampo, può giocare come trequartista o come esterno sinistro.

## Palmares

### Competizioni nazionali
- Coppa di Russia: 2

Lokomotiv Mosca: 2016-2017, 2018-2019
- Campionato russo: 1

Lokomotiv Mosca: 2017-2018
- Supercoppa di Russia: 1

Lokomotiv Mosca: 2019